# Fernand Faniard
Fernand Smeets, més conegut com a Fernand Faniard (Saint-Josse-ten-Noode, 9 de desembre de 1894 - París, 3 d'agost de 1955) fou cantant de l'Òpera de París originari de Brussel·les i naturalitzat francès el 1949.
El Diccionari dels Cantants de l'Òpera de París de Jean Gourret descriu Fernand Faniard com un dels tenors wagnerians més representatius de la dècada de 1930 a la dècada de 1950. La Temporada 1937-1938 va cantar al Gran Teatre del Liceu de Barcelona.
La seva neta, Odile Faniard, que es va fer càrrec del nom artístic del seu avi, també és un artista lírica.